# Setodes shirasensis
Setodes shirasensis là một loài Trichoptera trong họ Leptoceridae. Chúng phân bố ở miền Cổ bắc.